# 韶山路
韶山路是长沙市主干道之一，与西侧平行的芙蓉路共同构成长沙城市的南北两条大通道之一。经过多次修筑后，目前的韶山路总长达到20公里左右。